# Artabotrys gracilis
Artabotrys gracilis är en kirimojaväxtart som beskrevs av George King. Artabotrys gracilis ingår i släktet Artabotrys och familjen kirimojaväxter. Inga underarter finns listade i Catalogue of Life.